# 대한민국의 HIV/AIDS
대한민국에서 인간면역결핍 바이러스 감염자는 1985년 6월에 보고된 것이 최초로, 후천면역결핍증후군 환자로서 53세 미국인 동성애자 남성이었다. 첫 한국인 감염자의 경우 1985년 12월에 확인되었으며, 해외 근로자로서 현지에서 헌혈을 위한 혈액 검사를 한 결과 감염 의심 판정을 받아 귀국 후에 다시 검사하여 최초 HIV 감염자로 공식 확인되었다. 최초의 대한민국 내 에이즈 환자는 케냐에서 수혈에 의해 감염된 것으로 추정되며, 1987년 2월 에이즈 진단을 받은 뒤 사망하였다. 대한민국에서는 1987년 7월부터 모든 헌혈한 혈액의 에이즈 검사를 의무화하였다.
2020년 대한민국에서 통계로 확인되는 후천면역결핍증후군 감염자는 내국인 14,538명으로, 성별로는 남자 93.5%(13,589명), 여자 6.5%(949명)이다. 연구에 따르면 2020년 진단되지 않은 HIV 감염자는 7,809명으로 추정되며, 이는 전체 추정 감염자의 37.47%를 차지한다. 2018년을 기준으로 내국인 감염인은 남성 비율이 높고, 20~40대가 과반수를 차지하였다. 감염 경로는 성접촉으로 인한 감염이 99.5%를 차지하였으며, 이성보다 동성 간의 성접촉으로 인한 감염이 우세하였다.
대한민국에서 후천면역결핍증후군에 대한 전반적인 인식은 낮은 편으로, 잘못된 정보로 인한 사회적 낙인과 혐오가 문제시되고 있다.

## 정책

### 격리와 검역(1985년~1994년)
내국인 환자가 최초로 발생한 1985년부터 1994년까지 대한민국의 에이즈 정책은 감염인의 보호보다는 유행 억제를 목표로 두었고, 환자에 대한 격리와 외국으로부터의 국내 유입 차단을 위한 혈액제제 및 외국인 HIV 검사 강화 등이 이루어졌다. 1987년 11월 28일에는 후천성면역결핍증예방법이 제정되었다. 이 시기에는 혈액감염관리의 신속한 시작으로 혈액제제 등에 의한 전파 사례가 다른 국가에 비해 상대적으로 적었다는 점이 성과로 인정된다. 그러나 정책으로 시행되었던 에이즈 환자의 격리, 보건 기관을 통한 감염인 추적 관리, 감염 취약 계층에 대한 강제 검진은 인권 침해 문제를 야기하였고 실효성 부분에서도 별다른 성과를 거두지 못하였다.

### 대국민 교육 홍보(1995년~2004년)
1995년 에이즈 예방을 위한 홍보 및 교육을 민간단체에서 시행할 수 있도록 법이 개정되면서, 에이즈에 대한 이해를 높이는 방향으로 정책의 변환이 이루어지게 되었다. 감염인 격리와 같은 인권 침해 조항이 폐지되었으며, 대국민 교육 홍보 활동을 통해 에이즈 예방을 위한 콘돔 사용, 자발적 에이즈 검사의 편익이 알려지게 되었다. 2003년 12월 27일 부로 질병관리본부 내 에이즈결핵관리과가 신설되었으며, 2004년 10월 에이즈 예방을 위한 콘돔 사용 캠페인 공익광고가 텔레비전을 통해 송출되었다.

### 인권보호와 치료 내실화(2005년~현재)
질병관리본부 에이즈결핵관리과의 주도로 2005년부터 에이즈 환자 치료의 내실화와 감염인 인권 존중을 반영한 에이즈 사업이 시작되었다. 이러한 사업으로는 감염취약집단을 대상으로 한 에이즈 검사 상담 센터, 의료기관 감염인 상담 사업, 에이즈 환자 호스피스 센터, 국가 에이즈 사업 모니터단 운영 등이 있으며, 대국민 교육 홍보의 방향도 차별과 편견 해소를 핵심 목적으로 두게 되었다.
2008년에는 후천성면역결핍증예방법의 인권 관련 조항을 보완하고 감염인의 보호 지원 강화, 의료기관에서의 익명 검사 제도화 등의 개정이 이루어졌다. 이는 국가인권위원회의 HIV 감염인 인권실태 조사 및 정책 권고, 질병관리본부의 개정 의지, HIV 감염인 인권운동가 등의 노력이 반영된 것이었다.

## 인식
2017~2020년 제7차 세계 가치관 조사에서 대한민국 국민의 92.9%가 "에이즈 환자를 이웃으로 받아들이고 싶지 않다"라고 응답하였다.
2019년에 진행된 대한에이즈예방협회의 에이즈에 대한 지식·태도·신념 및 행태조사에서는 일상적인 접촉으로 인한 감염에 대하여 명확하게 인지하는 사람이 많았다. 에이즈에 대한 자유 연상에는 불치병과 성병, 동성애, 죽음 등 부정적인 질병의 단어를 연상하는 경우가 많았으며, 성별과 연령에 상관없이 에이즈가 두려운 질병이라는 인식이 남아있었다.
대한민국 국가인권위원회가 2017년에 실시한 설문조사에 따르면 응답자의 93%가 "사회 전반적으로 차별이 많거나 있는 편"이라고 대답하였다. 2019년에 세계 에이즈의 날을 맞아 HIV/AIDS 인권활동가 네트워크는 에이즈 감염인에 대한 차별과 혐오를 멈출 것을 촉구하였다.
KNP+에서는 2016년도에 유엔에이즈 주관 한국 HIVAIDS낙인지표조사를 진행하였다.

## 대중 문화
- 너는 내 운명 (2005년 영화): 순박한 농부 석중(황정민 분)은 다방 종업원 은하(전도연 분)하게 한 눈에 반하고, 석중의 구혼으로 둘은 함께 살게 된다. 어느 날, 은하가 갑자기 사라진 후 석중은 은하가 에이즈 감염자라는 사실을 알게 된다.
- 2007년 MBC에서 방영된 드라마 《고맙습니다》는 HIV에 감염된 어린이(서신애 분)가 서사의 중심으로 등장하며, 감염인에 대한 편견을 깨뜨리는 데 일조하였다는 평가를 받았다.[21]

## 같이 보기
- 제천 에이즈 사건
- 진도 에이즈 사건

## 참고 문헌
- 신소연; 최준용; 김준명; 송영구; 김명수; 김연아; 박윤선; 김영근 (2007). “동아시아에서의 HIV/AIDS 역학”. 《INFECTION AND CHEMOTHERAPY (감염과 화학요법)》 39 (1).
- 이순영 (1995). 《한국의 에이즈관리 및 감시체계의 효율적 운영방안》. 한국보건사회연구원. ISBN 8981870152.
- 이은영; 김정미; 이진용; 방지환 (2020). “Estimation of the Number of HIV Infections and Time to Diagnosis in the Korea”. 《Journal of Korean Medical Science》 35 (6). doi:10.3346/jkms.2020.35.e41.